# Quela
Quela é uma cidade e município da província de Malanje, em Angola.
Tem 5 830 km² e cerca de 80 mil habitantes. É limitado a norte pelos municípios de Cambo Suinginge, Cunda-Dia-Baze e Milando, a leste pelo município da Cassanje Calucala, a sul pelos municípios de Xá-Muteba, Xandel e Caculama, e a oeste pelos municípios de Muquixe e Cuaba Anzoji.
O município é constituído pela comuna-sede, correspondente à cidade de Quela, e pela comuna de Bângalas. Até setembro de 2024 seu território continha as comunas de Xandel e Moma.